# Synaphris lehtineni
Synaphris lehtineni is een spinnensoort uit de familie Synaphridae. De soort komt voor in Oekraïne.